# Брезици (Дервента)
Брезици су насељено мјесто у општини Дервента, Република Српска, БиХ. Према попису становништва из 1991. у насељу је живио 621 становник.

## Становништво
| Демографија | Демографија | Демографија |
| Година      | Становника  | Становника  |
| ----------- | ----------- | ----------- |
| 1971.       | 731         |             |
| 1981.       | 709         |             |
| 1991.       | 621         |             |